# Aresia parva
Aresia parva là một loài bướm đêm thuộc phân họ Arctiinae, họ Erebidae.